# Olšany u Prostějova
Olšany u Prostějova è un comune della Repubblica Ceca facente parte del distretto di Prostějov, nella regione di Olomouc.